# Twinlights
Twinlights — десятий мініальбом англійської групи Cocteau Twins, який вийшов у вересні 1995 року.

## Композиції
1. Rilkean Heart - 2:22
2. Golden-Vein - 2:49
3. Pink Orange Red - 4:29
4. Half-Gifts - 4:15

## Склад
- Елізабет Фрейзер — вокал
- Робін Ґатрі — гітара, ударні
- Саймон Реймонд — бас-гітара